# Paparazzi

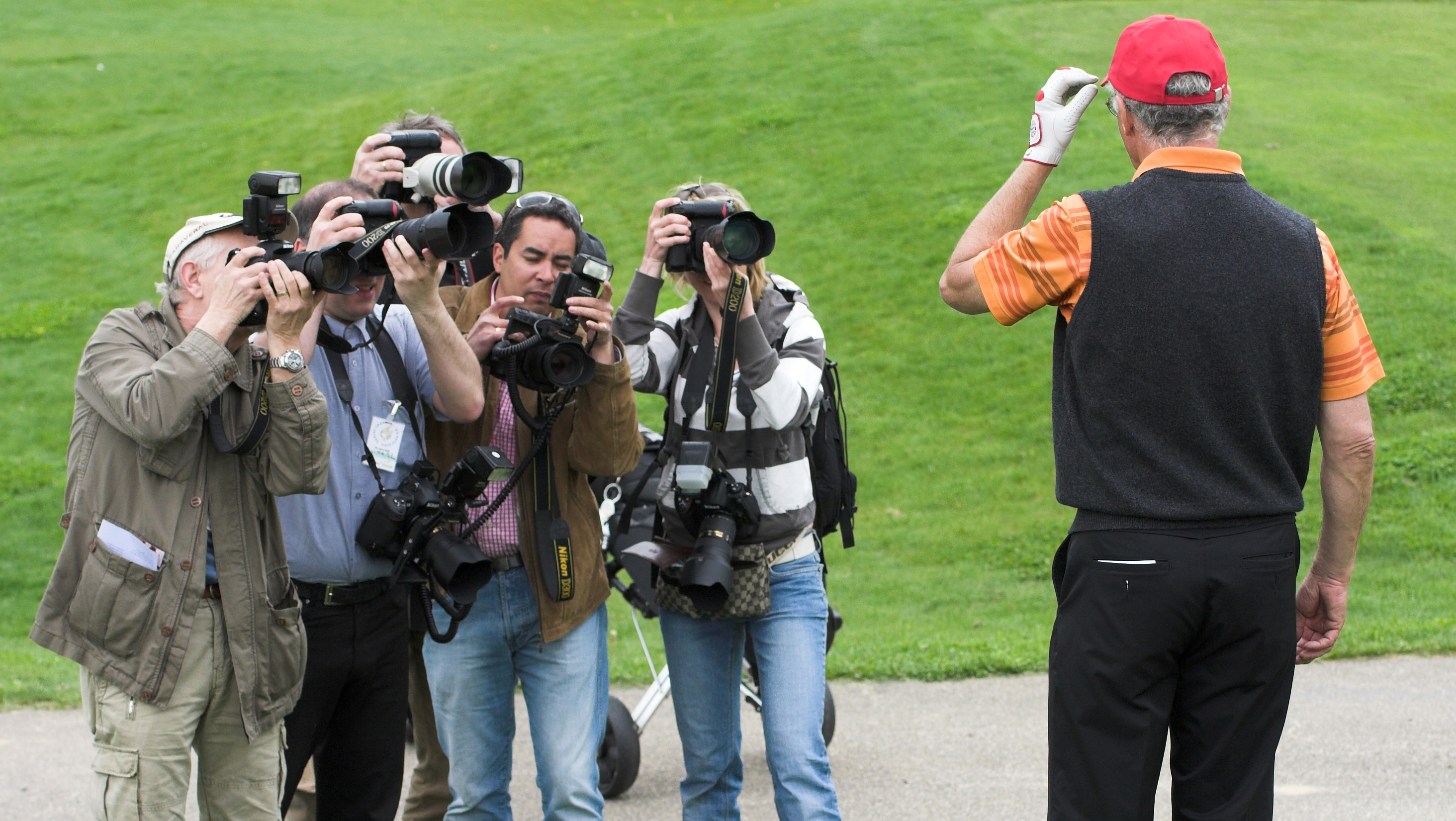
Paparazzi

Paparazzi este termenul la plural (italienescul paparazzo fiind singularul) pentru acei fotografi care pozează neregizat celebrități.
Termenul de Paparazzi provine de la un personaj numit „Paparazzo”, din filmul La dolce vita regizat de Federico Fellini, care este un jurnalist ce fotografiază celebritățile.